# Seny
En la cultura popular catalana, el seny (pronunciado /ˈsɛɲ/) es la ponderación o sana capacidad mental que predispone a una justa percepción, apreciación, comprensión y actuación.
Probablemente, la palabra tiene su origen etimológico en el vocablo sensus (en latín, «sentido»). Aunque puede traducirse de manera aproximada al castellano mediante los términos «sensatez», «cordura», «sentido común» o «buen humor», esta lengua no dispone en la actualidad de ningún sustantivo que aúne todas las acepciones del vocablo catalán (sí las reunía antaño una de las acepciones de la palabra sino, pero cayó en desuso).[cita requerida] Sí existe en gallego un concepto similar, ter sentido, que significa actuar de manera sensata y razonable, aunque se utiliza generalmente de manera exhortativa, pidiendo que lo tenga alguien que está siendo insensato en sus actos.

## Significado cultural en Cataluña

### Tradición oral

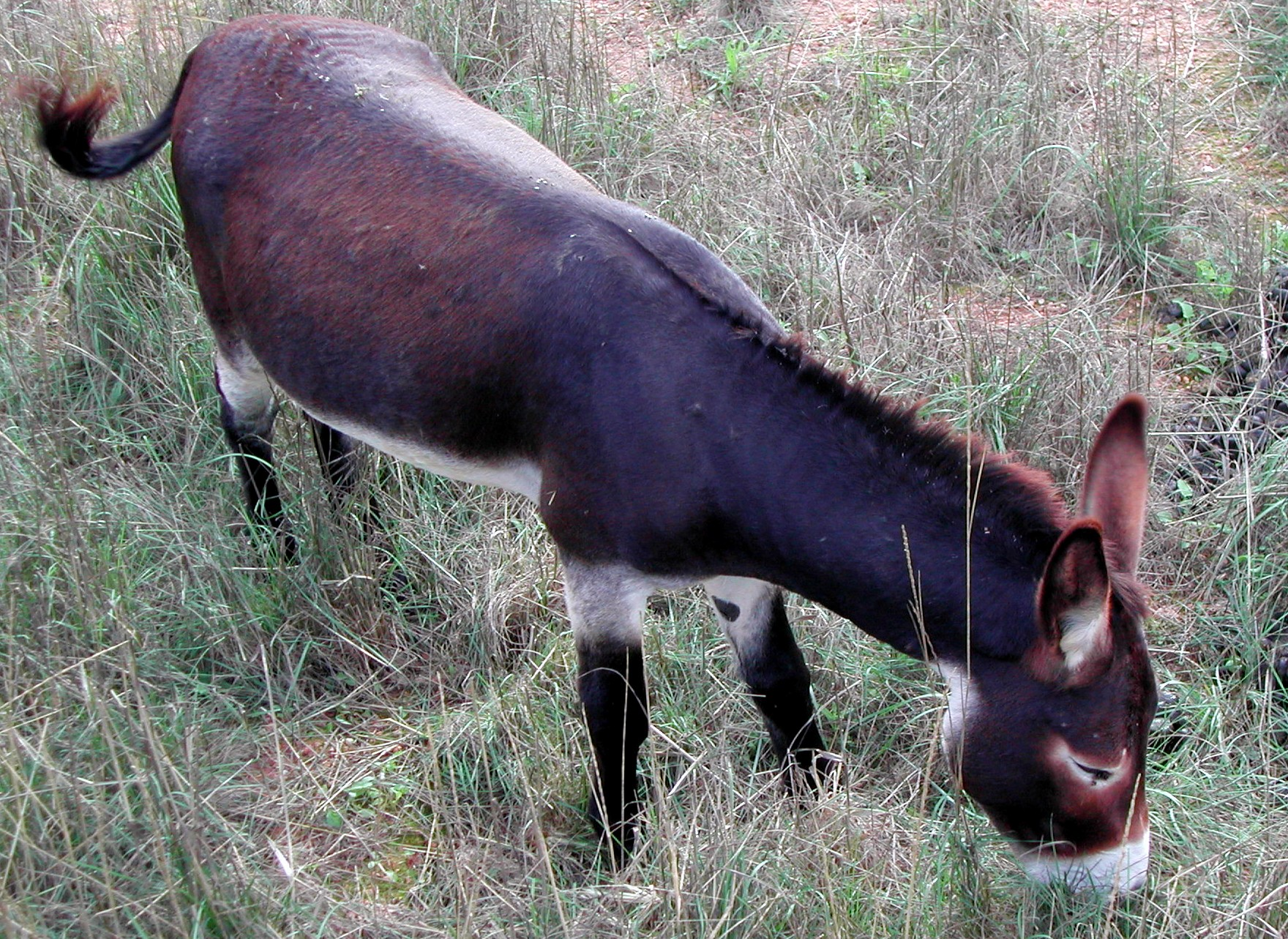
El asno es uno de los animales que aparecen con frecuencia en las fábulas y aforismos del seny catalán.

El seny como característica de la sociedad catalana, al igual que la «mesura» como cualidad castellana en el Cantar de Mio Cid, estaba basado en un conjunto de costumbres y valores ancestrales que definían el sentido común sobre la base de una  escala de valores y unas normas sociales que imperaban en la Cataluña tradicional. Muchos de estos valores se transmitían, como en Castilla, por medio del refranero, de padres a hijos en forma de proverbios o aforismos e historias morales, gran parte de ellas inspiradas en la ética cristiana. Muchas lecciones de inculcación de valores morales tienen como protagonistas animales y plantas comunes en las zonas rurales de Cataluña, como en el refranero castellano de animales y plantas comunes en Castilla.

### ElBon Seny
A principios del siglo XX, el obispo de Vich, Josep Torras i Bages, estaba muy interesado en la transmisión oral del seny entre generaciones. Torras i Bages alentó a Josep Abril i Virgili (1869-1918) a recopilar el libro Bon Seny, serie más o menos representativa de lecciones morales catalanas ancestrales.
Ilustrado por Joan Junceda (1881-1948), el Bon Seny contiene aforismos, fábulas, así como ejemplos de humor local (chistes) basados en valores cristianos tradicionales catalanes. Editado en catalán antes de la Guerra Civil, el Bon Seny fue un libro muy difícil de encontrar durante la época del franquismo, cuando mucho material impreso en catalán fue quemado por las autoridades del régimen, como en otras localidades de España se quemaron otros libros (por ejemplo, la edición del Cancionero y romancero de ausencias de Miguel Hernández).[cita requerida]
Se hizo una reedición limitada en 1959, cuando las publicaciones catalanas, al igual que otras muchas castellanas, se encontraban severísimamente restringidas por la censura. Entonces durante unas décadas, se convirtió en un artículo de colección raro, pero fue reeditado por una editorial católica en Barcelona nueve años después de la muerte de Franco.

## Oposición entre elsenyy larauxa
El tradicional debate entre el seny (la sensatez, el sino) y la rauxa (arrebato, rija) se puede entender como una manifestación de principios contradictorios en la misma persona. En el marco tradicional catalán, el debate se definía como la lucha entre la virtud y el pecado. Característica de la cultura cristiana heredada de los antepasados, la figura de San Jorge luchando contra el dragón era un símbolo gráfico de esta lucha. Hay quienes ven en esta dicotomía un principio similar al del yin y yang del budismo.

## Ejemplos

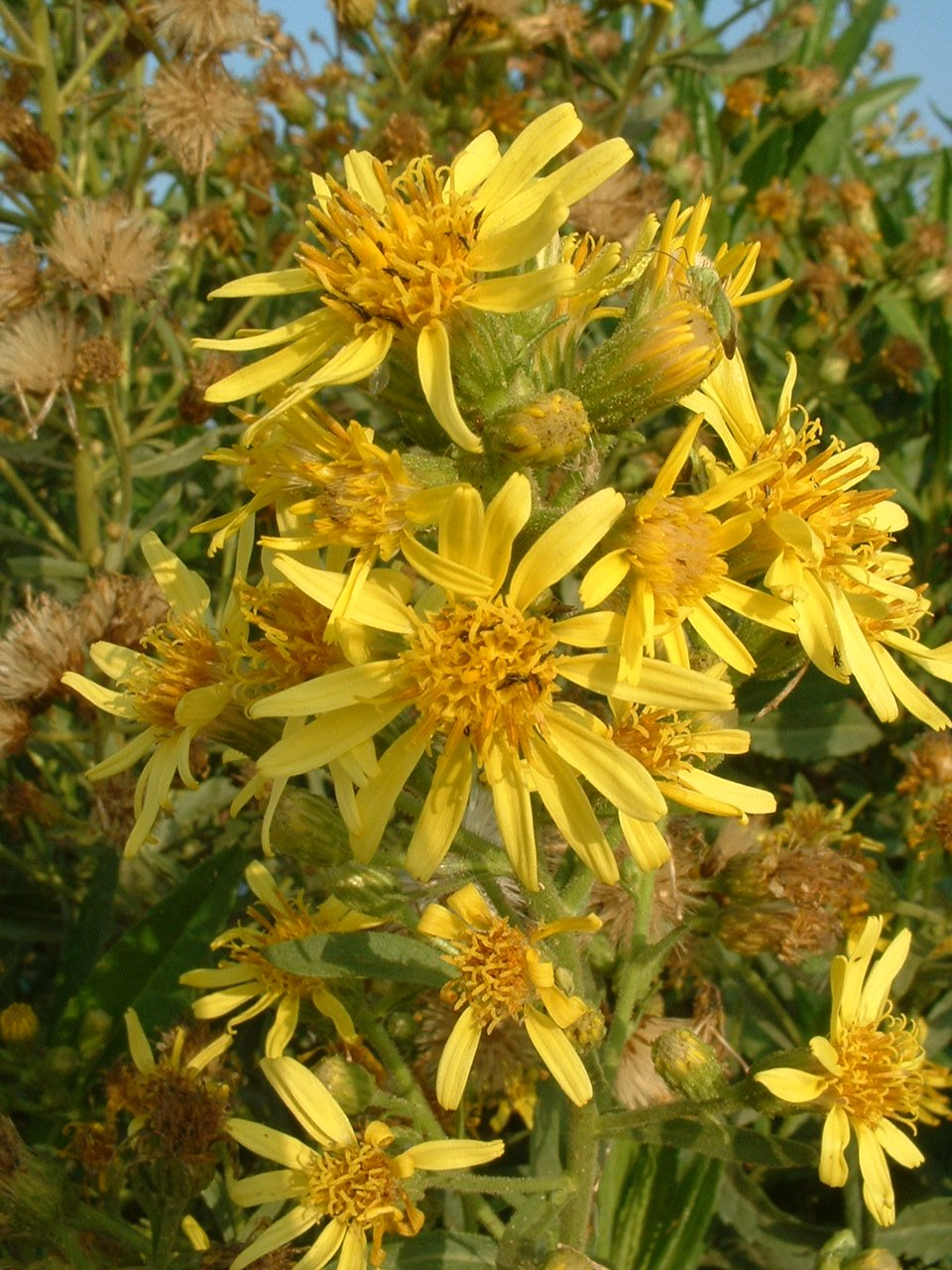
Flores de la hierba mosquera o altabaca (Dittrichia viscosa).

- Muchos escritos del seny son cortos:

| Tenen els plaers de la vida bona entrada i mala eixida. L'home avar és com el porc, no aprofita fins que és mort. No vos 'nemoreu, amor, de cap fadrina gallarda que és com la flor d'olivarda: molt guapa, i dolenta d'olor No diguis «ase» a ningú que no ho sigui més que tú. | Tienen los placeres de la vida buena entrada y mala salida. El hombre avaro es como el cerdo, no aprovecha hasta que está muerto. No te enamores, amor, de ninguna soltera gallarda, que es como la flor de la hierba mosquera: muy guapa, y maloliente. No llames «asno» a nadie que no lo sea más que tú. |

- La siguiente historia, La rata flaca o La rata burlada, ilustra los peligros de la codicia:

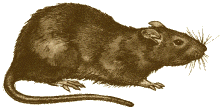
Otra protagonista de las lecciones morales del seny ancestral era a menudo la rata.

| Rata magra veu l'ocell, tranquil a dintre sa gàbia, i, amb tota la seva ràbia, s'hi fica; i el passarell té un surt fort, i es mort. Rata magra se'l cruspeix, més s'ha tant ben atipada, que, de cop, no té passada. Moral: Quan t'atiï la maldat, pensa això que és veritat: Panxa prim hi passaràs, massa fart t'hi quedaràs. | La rata flaca ve el pájaro, tranquilo dentro de su jaula, y, con toda su rabia, se mete en ella; y el pardillo tiene un fuerte sobresalto, y muere. La rata flaca se lo engulle, pero se ha dado tal atracón, que, de pronto, no puede salir de la jaula. Moraleja: Cuando te azuce la maldad, piensa esto, que es verdad: Tripa delgada, pasarás, demasiado harto, ahí te quedarás. |